# Cattedrale della Santissima Trinità (Pireo)
La cattedrale della Santissima Trinità (in greco Μητροπολιτικός Ναός Αγίας Τριάδος?) è la cattedrale ortodossa del Pireo, nell'Attica, e sede della metropolia di Pireo.

## Storia
La chiesa della Santissima Trinità del Pireo nella sua forma attuale è il secondo edificio che sorge sul sito. La precedente chiesa fu fondata dal primo sindaco di Pireo nell'anno 1839. Solo nel 1844 l'edificio fu completato grazie alle offerte dei fedeli. Durante la seconda guerra mondiale, l'11 gennaio 1944, la chiesa della Santissima Trinità è stata distrutta durante i bombardamenti dagli aerei alleati. Tre mesi dopo sul sito venne edificata una cappella improvvisata per soddisfare le esigenze religiose dei fedeli. 
Il 17 giugno del 1956, alla presenza dell'arcivescovo Doroteo di Atene, è stata benedetta la costruzione della nuova chiesa in stile neobizantino, su progetto dell'architetto Georgios Nomikos. L'inaugurazione è avvenuta il 17 maggio del 1964 ad opera del vescovo Procopio.